# Île Big Shag
Pour les articles homonymes, voir Shag.
L'île Big Shag (en anglais : Big Shag Island; en espagnol : Isla Cormorán Grande) est une des îles Malouines (en anglais : Falkland Islands; en espagnol : Islas Malvinas).